# كارول نافروتسكي
كارول تاديوس نافروتسكي (ولد في 3 مارس 1983) هو مؤرخ بولندي ولاعب رياضي محترف سابق وسياسي وهو الرئيس الحالي لبولندا. منذ عام 2021، يشغل منصب رئيس معهد الذاكرة الوطنية. كما شغل منصب مدير متحف الحرب العالمية الثانية في غدانسك من عام 2017 إلى عام 2021. بعد فوزه في الانتخابات الرئاسية في البلاد، سيصبح ناوروتسكي الرئيس القادم للبلاد في 6 أغسطس.
تركز أبحاث ناوروتسكي على المعارضة المناهضة للشيوعية في بولندا، والجريمة المنظمة في جمهورية بولندا الشعبية، وتاريخ الرياضة. في فبراير 2024 أدرج الاتحاد الروسي كارول مطلوبًا بتهم جنائية تتعلق بإجراءات تتعلق بإزالة المعالم التذكارية التي تخلد وجود الجيش الأحمر على الأراضي البولندية في الفترة من 1944 إلى 198. في 24 نوفمبر 2024، أعلن حزب القانون والعدالة (PiS) عن ناوروتسكي ودعمه مرشحًا مستقلًا للانتخابات الرئاسية البولندية لعام 2025.